# Lê Nhật Lệ
Lê Nhật Lệ (黎日厲) là phi tần của hoàng đế Lê Thái Tông. Bà là con của Lê Ngân – công thần khai quốc nhà Lê sơ.

## Cuộc đời
Lê Nhật Lệ là con gái của Lê Ngân, người có nhiều công lớn trong khởi nghĩa Lam Sơn. Sau khi nhà Hậu Lê được thành lập, cùng với việc thăng quan tiến chức của Lê Ngân, Lê Nhật Lệ cũng được vua Lê Thái Tông thăng làm Chiêu nghi.
Tháng 7 năm 1437, Lê Thái Tông ra chiếu kết tội Lê Sát và những người cùng cánh, lệnh phế truất con gái Lê Sát là Nguyên phi Lê Ngọc Dao làm dân thường, phong Chiêu nghi Lê Nhật Lệ làm Huệ phi.
Trừ được Lê Sát, Thái Tông càng khắt khe trong số các công thần, trong tâm có ý trừ Tư khấu Lê Ngân, Lê Nhật Lệ tuy được phong làm Huệ phi (惠妃) nhưng không được sủng hạnh. Tháng 11 năm 1437, có người cáo giác Đại đô đốc Lê Ngân thờ Phật Quan Âm trong nhà để cầu mong cho con gái Huệ phi được vua yêu. Vua ngự ra ở cửa Đông thành, sai Thái giám Đỗ Khuyển dẫn 50 võ sĩ lục soát nhà Lê Ngân, bắt được tượng Phật và các thứ vàng bạc, tơ lụa. Ngày hôm sau, Lê Ngân vào chầu, bỏ mũ ra để tạ tội, tâu rằng: "Trước kia thần theo khởi nghĩa ở Lam Kinh, nay thần cũng nhiều bệnh, thầy bói bảo là trong chỗ nhà thần ở, trước đây có miếu thờ Phật, vì để ô uế, nên xảy ra tai họa. Cho nên thần làm lại để thờ cúng. Nhưng vì người vợ lẽ đã bị bỏ của thần là Nguyễn thị và người vợ lẽ của Lê Sát là Trần thị đã ban cho thần, cả hai đứa đều thù oán thần, cùng với đứa gia nô điêu ngoa của thần thêu dệt bày đặt cho ra chuyện đó. Tiên đế biết rõ lòng thần, thường vẫn ưu ái bao dung. Nay gân sức của thần đã mỏi mệt lắm rồi, xin cho được về quê để sống hết tuổi tàn còn lại. Nếu nghe những người xung quanh mà tra tấn người nhà của thần, khi bị đánh đau quá, nhất định chúng sẽ khai khác đi, thì thân thần sợ không giữ được, xin bệ hạ nghĩ lại cho."
Vua không nghe, vẫn sai tra khảo nô tì trong nhà ông, rồi bắt ông tự chết ở nhà, tịch thu gia sản, giáng Huệ phi Nhật Lệ  làm Tu dung. Lê Ngân đành phải tự kết liễu cuộc đời bằng cách treo cổ.